# Trümmelbachwaterval
De Trümmelbachwatervallen liggen in het Zwitserse Lauterbrunnental tussen Lauterbrunnen en Stechelberg in het Berner Oberland.
Ze liggen binnen het gebied van het UNESCO-werelderfgoed Jungfrau-Aletsch-Bietschhorn en maken onderdeel uit van het Zwitserse Bundesinventar der Landschaften und Naturdenkmäler von nationaler Bedeutung. De Trümmelbachwaterval is een cascade. De Trümmelbachwaterval loopt door een kloof, die de waterval vanaf het Lauterbrunnental grotendeels onzichtbaar maakt.
De Trümmelbach stort uit in het Lauterbrunnental, vanuit het oosten over de steile rotswanden in het dal. De beek, die de gletsjerwanden van bergen Eiger, Mönch und Jungfrau ontwatert, heeft hier een smalle kloof in de rotswand gewassen, die naar boven toe bijna niet groter wordt. In deze smalle kloof valt de waterval in tien trappen naar beneden. Het totale hoogteverschil is 140 meter. De bovenste trappen liggen zo diep in de smalle, draaiende kloof, dat er geen daglicht meer op valt en daarom als onderaardse watervallen worden aangeduid.
De Trümmelbach heeft een stroomgebied van 23 vierkante kilometer, dat voor de helft bedekt is met ijs en sneeuw. Zij voert gemiddeld 20.000 liter water per seconde af en jaarlijks 20.200 ton gletsjerpuin.
Een meer dan 600 meter lang wegsysteem over trappen en door tunnels maakt de Trümmelbachwatervallen sinds 1913 toegankelijk. De bovenste watervallen in de bergen konden alleen door galerijen en tunnels ontsloten worden. Een lift, die eigenlijk een kabelspoorweg is, in de berg maakt het stijgen makkelijk. Voor het bezoek aan de watervallen moet entree betaald worden.
De watervallen beginnen op 975 meter hoogte en slaan in de beek in het dal op 835 meter hoogte. De stroomsnelheid is 20 m/s dat is 72 kilometer/uur.

## Afbeeldingen

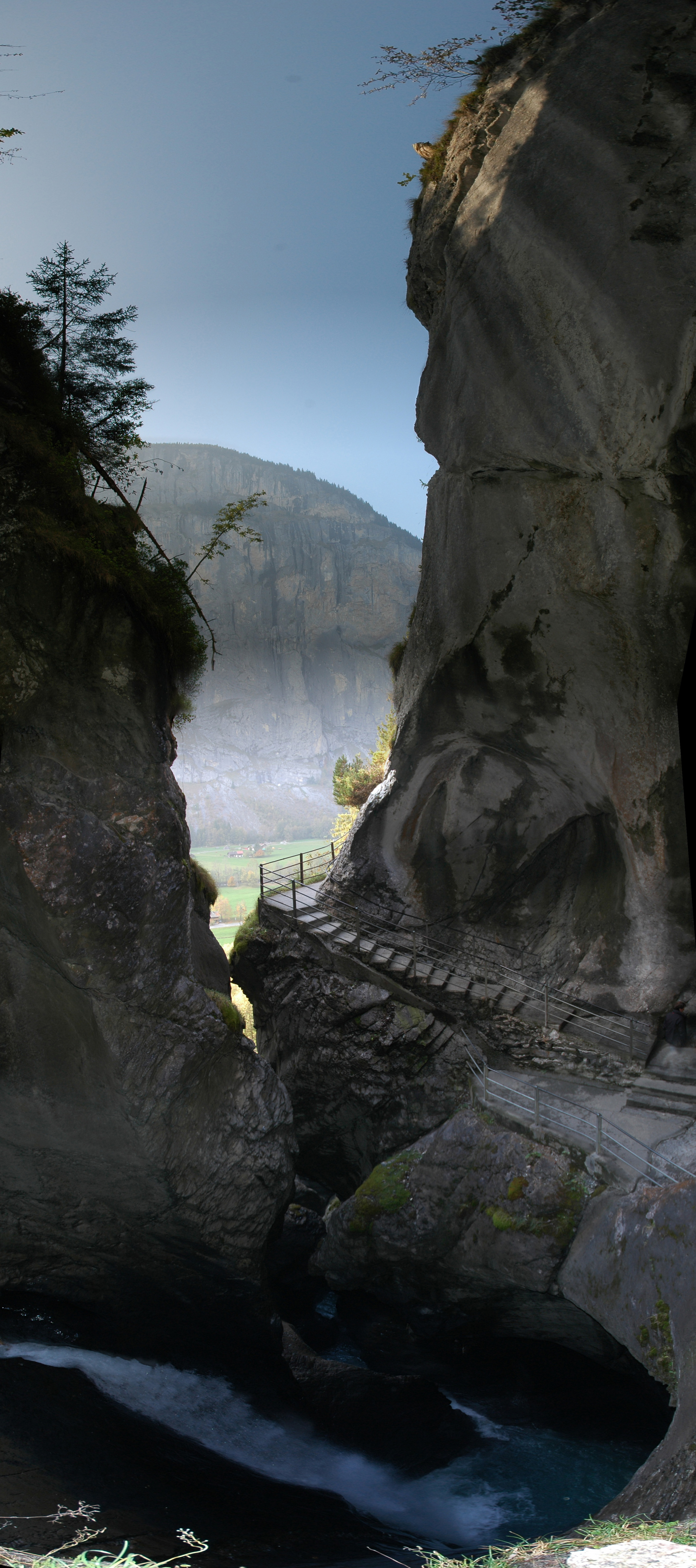
Trap nr. 6
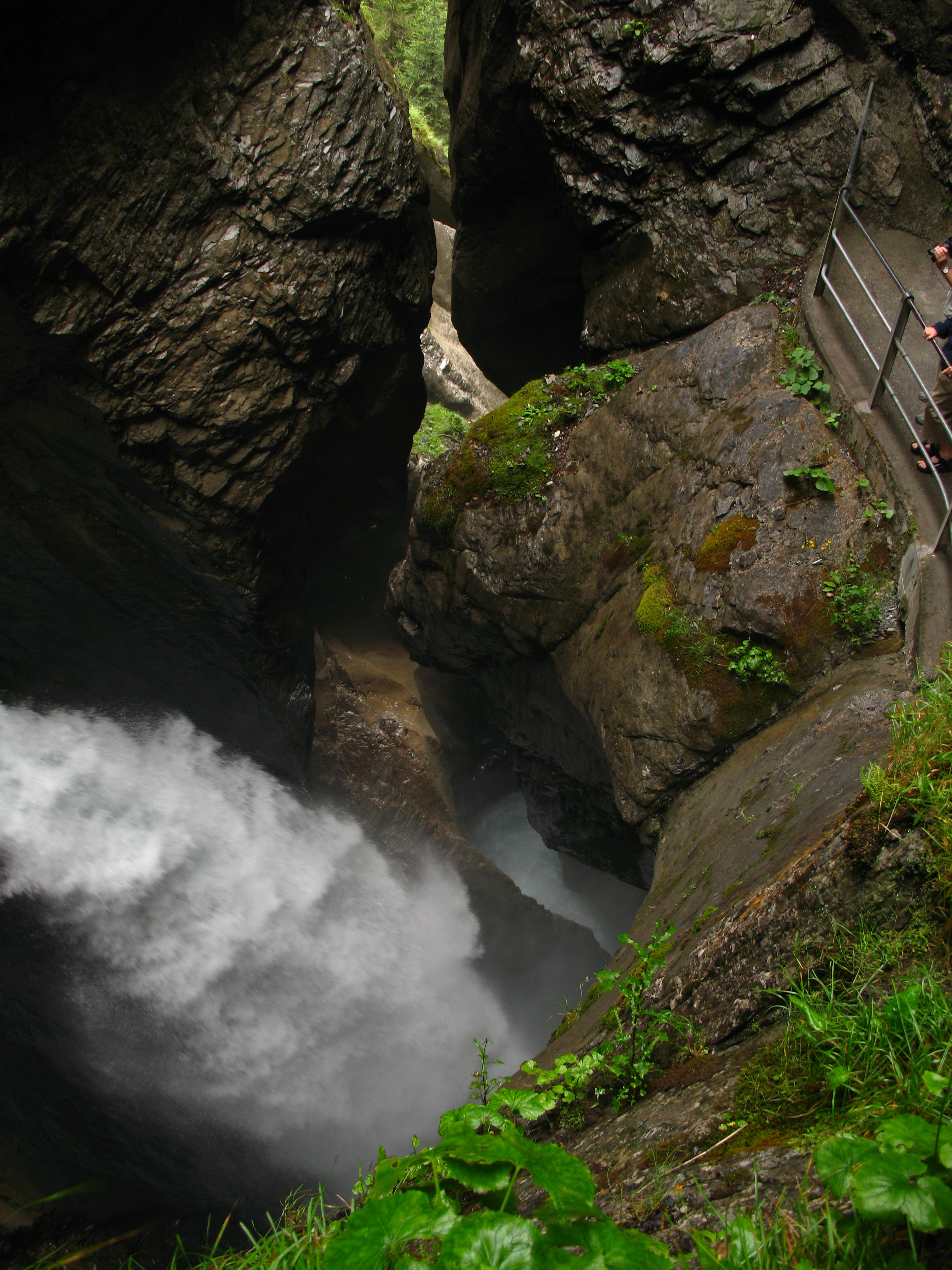
Een van de onderste trappen
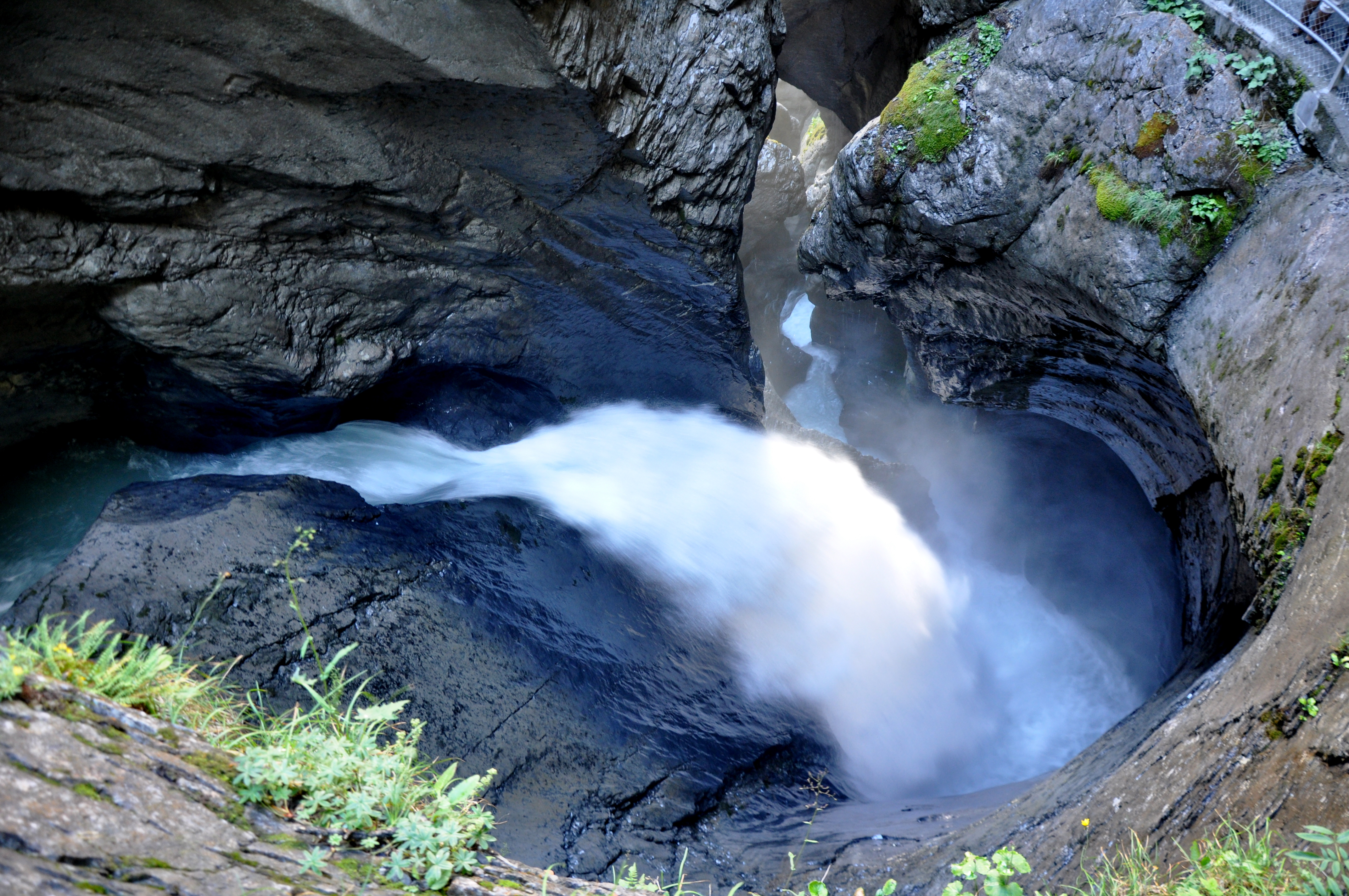
Een trap in het daglicht
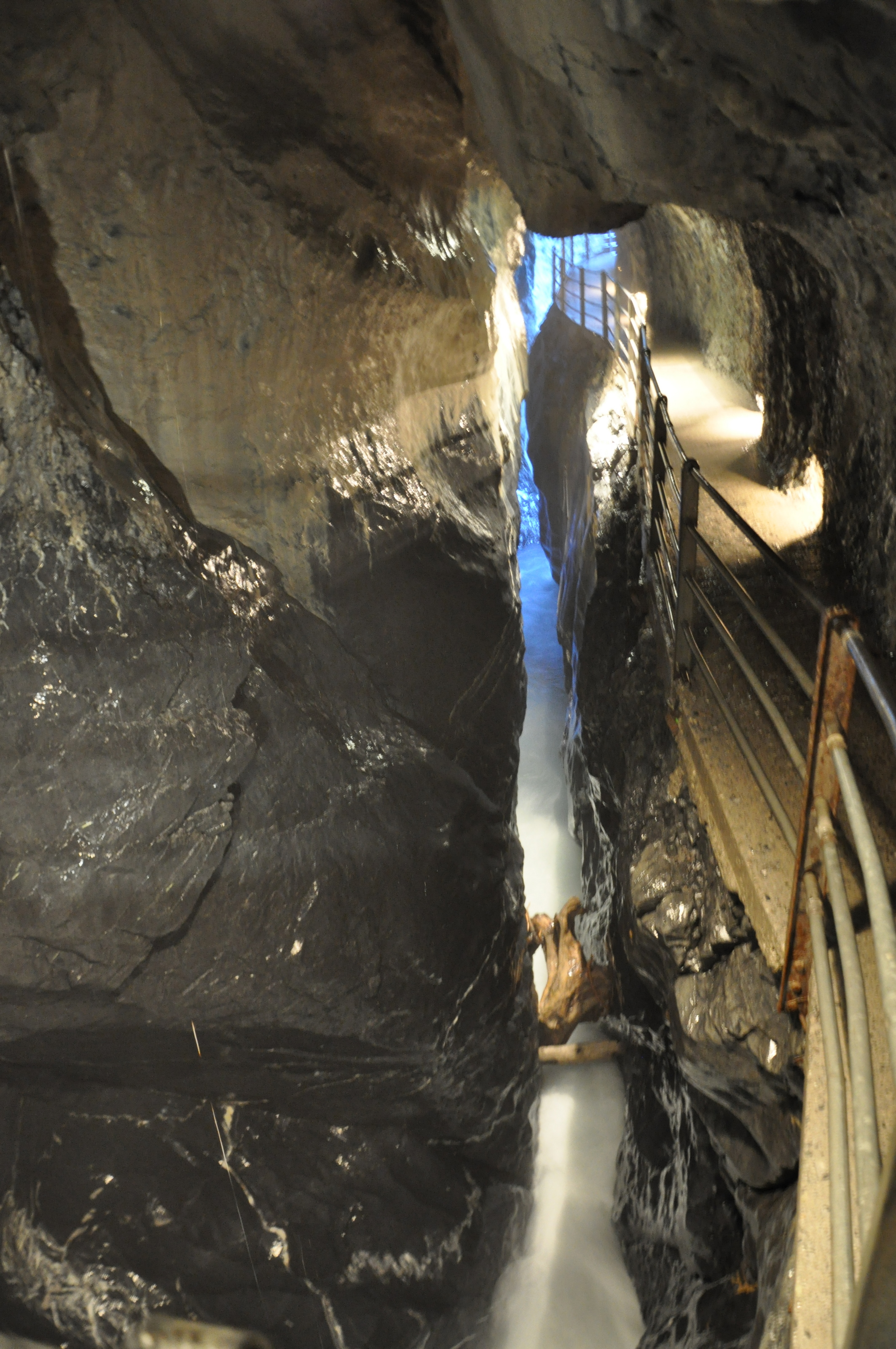
Onderaards